# Aleurotrachelus euphorifoliae
Aleurotrachelus euphorifoliae is een halfvleugelig insect uit de familie witte vliegen (Aleyrodidae), onderfamilie Aleyrodinae.
De wetenschappelijke naam van deze soort is voor het eerst geldig gepubliceerd door Young in 1944.